# 双桅隐杆线虫
双桅隐杆线虫（学名：Caenorhabditis briggsae）是一种小型线虫，与常用的模式生物秀丽隐杆线虫同属于隐杆线虫属。两种线虫之间的差别很小，主要区别有雄虫尾部的形态不同，雌雄同体的排卵口形态不同等。其性别决定方式与秀丽隐杆线虫相同，均为XX－XO型，有雌雄同体和雄虫两种性别。对双桅隐杆线虫的研究主要集中于它与秀丽隐杆线虫之间的差异，尤其是在基因和蛋白质水平上，目前已有多个突变体品系。2003年，双桅隐杆线虫完成基因组测序。

## 发现
1944年，玛格丽特·布里格斯（Magaret Briggs）在斯坦福大学的校园内发现了双桅隐杆线虫。她通过这一物种的生命周期确定了它的生物分类，并将其以她的名字命名为briggsae。研究发现，这一物种的种群在无细菌或只有死细菌的情况下都不能延续，活菌是必要的食物来源。不过，不同无菌培养基上的存活率仍有不同。

## 分布
双桅隐杆线虫主要发现于在花园、堆肥、潮湿的真菌、腐烂水果等富含有机质和微生物的环境中。其自然分布区是温带地区的土壤环境，与同属的秀丽隐杆线虫等物种相同。双桅隐杆线虫通常以耐久型幼虫（dauer larva）的形态存在于土壤中，只有营养充足的情况下才会大量繁殖。

## 基因组
双桅隐杆线虫的基因组约含1.04亿个碱基对，编码约20,000个基因。其染色体数目、基因组大小、蛋白质数目均与秀丽隐杆线虫十分相似。双桅隐杆线虫有62%的基因在秀丽隐杆线虫中有同源物。两物种大约分化于8千万至1亿年前，但形态上几乎无法分辨区别。两物种的蛋白质编码序列大部分相同，而基因间序列与内含子序列则大多不同。两物种之间的差异性是比较研究的基础，是研究线虫RNA基因的主要手段之一。